# Xenopus longipes
Xenopus longipes е вид земноводно от семейство Pipidae. Видът е критично застрашен от изчезване.

## Разпространение
Разпространен е в Камерун.